# Joel Edgerton
Joel Edgerton (23 juni 1974) is een Australische acteur, filmproducent, regisseur en scenarioschrijver. Edgerton speelt de jonge Owen Lars in de negendelige Star Wars-saga van George Lucas. Edgerton speelt Owen in Star Wars: Episode II: Attack of the Clones (2002), Star Wars: Episode III: Revenge of the Sith (2005) en de televisieserie Obi-Wan Kenobi. De oudere Owen wordt gespeeld door Phil Brown in de al eerder gemaakte Star Wars: Episode IV: A New Hope (1977).
Verder is Joel Edgerton bekend van de films Animal Kingdom, The Thing en Warrior. In de Netflixfilm Bright (2017) speelt hij Nick, een ork en collega van agent Ward (Will Smith).

## Biografie
Edgerton is geboren in Sydney (in de City of Blacktown). Zijn broer Nash Edgerton is een stuntman en filmmaker. Hij begon met televisieseries voordat hij in films ging acteren.

## Filmografie
| Jaar | Film                                                     | Rol                        | Opmerkingen                         |
| ---- | -------------------------------------------------------- | -------------------------- | ----------------------------------- |
| 1995 | Spellbinder                                              | Bazza                      | (2 afleveringen, 1995)              |
| 1995 | Police Rescue                                            | Andy                       | (1 aflevering, 1995)                |
| 1996 | Loaded                                                   | Frog                       |                                     |
| 1996 | Race the Sun                                             |                            |                                     |
| 1996 | Water Rats                                               | Aaron Lawrence             | (2 afleveringen, 1996–1999)         |
| 1997 | Big Sky                                                  | Pierce Bateman             | (1 aflevering, 1997)                |
| 1997 | Fallen Angels                                            | Scoob                      | (1 aflevering, 1997)                |
| 1998 | Never Tell Me Never                                      | Pab                        |                                     |
| 1998 | Wildside                                                 | Michael Savini             | (1 aflevering, 1998)                |
| 1998 | Praise                                                   | Leo                        |                                     |
| 1998 | Bloodlock                                                | Danny                      |                                     |
| 1999 | Secret Men's Business                                    | Baz                        |                                     |
| 1999 | Dogwatch                                                 | Sparrow                    |                                     |
| 1999 | Erskineville Kings                                       | Wayne                      |                                     |
| 2000 | Sample People                                            | Sem                        |                                     |
| 2000 | The Three Stooges                                        | Tom Cosgrove               |                                     |
| 2000 | Gate                                                     |                            |                                     |
| 2001 | The Secret Life of Us                                    | Will McGill                | (29 afleveringen, 2001–2002)        |
| 2001 | Saturn's Return                                          | Barney                     |                                     |
| 2001 | The Pitch                                                | Guy                        |                                     |
| 2002 | Dossa and Joe                                            | Robbo                      | (2 afleveringen, 2002)              |
| 2002 | The Hard Word                                            | Shane                      |                                     |
| 2002 | Star Wars: Episode II: Attack of the Clones              | Owen Lars                  |                                     |
| 2003 | The Night We Called It a Day                             | Rod Blue                   |                                     |
| 2003 | Ned Kelly                                                | Aaron Sherritt             |                                     |
| 2004 | King Arthur                                              | Gawain                     |                                     |
| 2005 | Kinky Boots                                              | Charlie                    |                                     |
| 2005 | Star Wars: Episode III: Revenge of the Sith              | Owen Lars                  |                                     |
| 2005 | The Mysterious Geographic Explorations of Jasper Morello | Jasper Morello             | (stem)                              |
| 2006 | Smokin' Aces                                             | Hugo Croop                 |                                     |
| 2006 | Open Window                                              | Peter                      |                                     |
| 2007 | Spider                                                   | Paramedic                  |                                     |
| 2007 | Crossbow                                                 | The Dad                    |                                     |
| 2007 | Whisper                                                  | Vince Delayo               |                                     |
| 2007 | Dangerous                                                | Senior Sergeant Mark Field | (8 afleveringen, 2007)              |
| 2008 | $9.99                                                    | Ron                        |                                     |
| 2008 | The Square                                               | Billy                      |                                     |
| 2008 | Father                                                   | Narrator                   |                                     |
| 2008 | Acolytes                                                 | Ian Wright                 |                                     |
| 2009 | The Waiting City                                         | Ben Simmons                |                                     |
| 2009 | Separation City                                          | Simon                      |                                     |
| 2009 | Dirt Game                                                | Shane Bevic                | (6 afleveringen, 2009)              |
| 2010 | Legend of the Guardians: The Owls of Ga'Hoole            | Metalbeak                  | (stem)                              |
| 2010 | Animal Kingdom                                           | Barry Brown                |                                     |
| 2011 | Warrior                                                  | Brendan Conlon             |                                     |
| 2011 | The Thing                                                | Sam Carter                 |                                     |
| 2012 | Wish You Were Here                                       | Dave                       |                                     |
| 2012 | The Odd Life of Timothy Green                            | Jim Green                  |                                     |
| 2012 | Zero Dark Thirty                                         | Patrick                    |                                     |
| 2013 | The Great Gatsby                                         | Tom Buchanan               |                                     |
| 2014 | Exodus: Gods and Kings                                   | Ramses                     |                                     |
| 2015 | The Gift                                                 | Gordon "Gordo" Mosley      | Tevens regie, scenario en producent |
| 2016 | Midnight Special                                         | Lucas                      |                                     |
| 2016 | Loving                                                   | Richard Loving             |                                     |
| 2017 | It Comes at Night                                        | Paul                       |                                     |
| 2017 | Bright                                                   | Nick Jakoby                |                                     |
| 2018 | Red Sparrow                                              | Nate Nash                  |                                     |
| 2019 | The King (2019)                                          | Fallstaff                  | Tevens scenario en producent        |
| 2022 | Obi-Wan Kenobi                                           | Owen Lars                  | (2 afleveringen, 2022)              |
| 2022 | Thirteen Lives                                           | Richard Harris             |                                     |
| 2022 | Master Gardener                                          | Narvel Roth                |                                     |

- Biblioteca Nacional de España: XX4848044
- Bibliothèque nationale de France: cb15579662j (data)
- Gemeinsame Normdatei: 1013320611
- International Standard Name Identifier: 0000 0001 2198 0747
- Library of Congress Control Number: no2007038549
- Nationale Bibliotheek van Tsjechië: xx0149615
- Nationale Bibliotheek van Israël: 987007456390405171
- Nederlandse Thesaurus van Auteursnamen: 296734519
- Système universitaire de documentation: 170010449
- Virtual International Authority File: 166336034
- WorldCat: E39PBJc7RRrFdvxBgD4vDgRqcP